# 意大利共产主义青年联合会
意大利共产主义青年联合会（義大利語：Federazione Giovanile Comunisti Italiani，缩写为FGCI）是意大利的一个共产主义青年组织。该组织成立于2004年12月12日，作为意大利共产党人党的青年翼。该组织是世界民主青年联盟的成员。目前，该组织是意大利共产党 (2016年)的青年翼。该组织曾派代表参加欧洲共产主义青年组织会议。